# 푸쭤이
푸쭤이 (중국어 간체자: 傅作义, 정체자: 傅作義, 한어 병음: Fù Zuòyì, 웨이드-자일스: Fu Tso-i, 1895년 6월 2일 ~ 1974년 4월 19일)는 중국의 군사적 지도자이다. 그는 옌시산 휘하에서 군 경력을 시작했고, 중일 전쟁 당시 쑤이위안성을 일본군으로부터 방어한 것으로 유명해졌다. 국공내전 막바지에 그는 베이징 인근의 전략적 본부에서 공산군에게 항복했다. 이후 그는 중화인민공화국 정부에서 근무하였다.

## 교육
산시성 린이현에서 태어난 푸쭤이는 기숙사 군사 학교에서 교육을 받았다. 그는 1918년부터 1930년 후기의 반장제스 연정의 붕괴까지 산시성의 독군 옌시산 아래 복무하였다. 이어진 해 그는 난징에서 국민당 정부에서 근무하기 시작하여 쑤이위안성의 총독으로 임명되었다.

## 군사 경력

### 중일전쟁
1933년 푸쭤이는 만리장성 지방에서 반일 운동에 가입하였다. 1935년 그는 국민당 중앙 행정 위원회의 회원이 되었다. 1936년 11월 쑤이위안성 바이링먀오에서 그의 위대한 승리는 성에서 일본군과 그들의 꼭두각시 몽골군을 제거하고 푸쭤이를 국내적 명성과 중국공산당의 주의로 급히 올렸다. 중일전쟁이 일어나는 동안 제2, 8과 12 교전 지역들에서 상급 사령관인 푸쭤이는 연합 전선 외교에 연루되었고, 팔로군과 다른 공산당 기구들과 연락들을 가졌다. 1945년 6월 그는 국민당 중앙 위원회에 선출되었다.

### 국공내전
일본의 항복 후, 푸쭤이는 쑤이위안성, 차하르성과 러허성에서 공산군들을 싸우면서 돌격되었다. 충칭과 정치 자문 회의에서 강화 협상의 실패 후에 국민당과 공산당은 둘다 1946년 6월 전면적인 내전을 시작하였다. 1947년 중순에 국민당군의 공세는 실패하였고, 푸쭤이의 "군사적 20%, 정치적 30%와 경제적 50%"의 정책은 공산당의 권력 기지였던 북중국에서 공산군들을 해치울 수 없었다.
1947년 12월 베이핑에서 북중국 마적 진압의 총사령부의 최고 사령관으로서 황푸 군사 학교를 졸업하지 않은 지방적 지도자인 푸쭤이를 임명하였다. 푸쭤이는 옌시산의 산서성을 제외한 북중국 국민당의 사실상 정치적 지도자가 되었다. 1948년 중국공산당의 지하 당원들은 푸쭤이의 총사령부와 가족 안에서 연합 전선 활동들을 수행하였다. 특히 그의 딸 푸둥쥐는 부친에 일하는 데 중국공산당에 의하여 지정되었다. 11월에 시작된 베이핑-톈진 전투에서 자신의 군대의 대부분의 절멸 후에 푸쭤이는 12월 후순 중국공산당에게 항복하기로 결정하였다.

## 공산당에 항복 후
1949년 1월 22일 강화 동의서가 선언되었고, 베이핑은 공산군의 손들로 떨어졌다. 9월 푸쭤이는 쑤이워안성에서 자신의 하급 장군들에게 공산당에 항복하기를 의문하였다. 장제스가 굉장히 신임한 푸쭤이는 국민당을 배신하였다. 하지만 마오쩌둥은 푸줘이의 평화로운 항복과 "베이핑의 모범"으로서 베이핑의 포획을 찬양하였다. 그 일은 국공내전에서 "평화로운 해방"의 첫 모델로 남아있었고 후난성, 쓰촨성, 시캉성, 윈난성과 신장성에서 비슷한 정복들을 위한 방향을 용이하게 하였다. 곁으로 푸쭤이의 상승은 베이징-톈진 전투를 끝냈고, 국민당 점령의 북중국의 운명을 보증하였다. 20만명 이상의 군대과 함께 푸쭤이의 베이핑 항복은 국민당 장교들과 군인들 중에 공산당 연합 전선 활동들 중에 가장 중요한 예였다. 짧게 "베이핑의 모범"은 중국에서 내전의 종말을 위한 정치적 해결을 논증하였다.
마오쩌둥은 자신이 2월 22일 베이핑에서 개인적으로 만난 푸쭤이의 항복과 함께 매우 기뻤다. 1955년 9월 마오쩌둥은 푸쭤이에게 해방공장을 수여하였다. 1958년 푸쭤이는 중화인민공화국 수리부장으로서 임명되었으나 1972년에 사임하였다. 저우언라이에 의하여 보호되고, 마오쩌둥에 의하여 승인된 그는 문화대혁명에서 피비린내 나는 혼란에 생존하였고, 1974년 4월 19일 78세의 나이로 베이징에서 사망하였다.

## 가족 관계
그의 딸 푸둥쥐가 침투하는 부친의 동아리에서 비판적인 역할을 한 불타는 공산당 첩보원으로서 인정을 받아와 1949년 부친의 결국적인 항복으로 이끌었으며 그녀는 되풀이적으로 문화대혁명이 일어나는 동안 홍위병들에 의한 굴욕적인 공공적 박해로 종속되었다. 대혁명의 종말 후에 푸둥쥐는 연합 전선 사단의 지도를 차지하여 1995년에 은퇴하였다. 그녀는 2007년에 사망하였다.